# Liste der Mitglieder des Landtages (Freistaat Braunschweig) (5. Wahlperiode)
Diese Liste gibt einen Überblick über alle Mitglieder des Landtags des Freistaates Braunschweig in der 5. Wahlperiode (1927 bis 1930).

## B
- Carl Baumann (DNVP)
- Otto Behrens (DNVP) (ausgeschieden im Oktober 1928)
- Karl Bernecker (SPD)
- Wilhelm Beye (DVP)
- Karl Bleckmann (SPD) (bis 1929)
- Albert Brandes (DVP)
- Otto Burgold (SPD)

## D
- Hermann Deumeland (DVP)

## E
- Henry Erdmann (SPD)

## F
- Gerhard von Frankenberg (SPD)
- Gustav Frede (HuG)
- Wilhelm Fricke (DDP) (eingetreten am 21. März 1928 für Emil Schomburg)
- Martha Fuchs (SPD)
- Paul Fuhrmann (SPD)

## G
- Paul Gmeiner (KPD)
- Hulda Graf (SPD)
- Franz Groh (NSDAP)
- Hans-Udo von Grone (DNVP)

## H
- Heinrich Helmhold (Parlamentarische AG (DVP))

## J
- Heinrich Jasper (SPD)
- Wilhelm Jasper (SPD) (nur 1927)

## K
- Otto Keunecke (DDP/WV)
- August Klages (SPD)
- Gustav Koch (DNVP)
- Robert Kugelberg (SPD)

## L
- Moritz Liebald (WV)
- Rudolf Löhr (SPD)

## M
- Gerhard Marquordt (DVP)
- Heinz Mollenhauer (DNVP) (eingetreten am 29. November 1928 für Otto Behrens)

## P
- Tilla von Praun (DVP)
- Johannes Prinzler (SPD)

## R
- Hermann Reese (WV)
- Kuno Rieke (SPD)
- Albert Rohloff (SPD)
- Ernst August Roloff (DNVP)
- Robert Roloff (SPD)
- Heinrich Rönneburg (DDP) (ausgeschieden am 6. Februar 1928)

## S
- Georg Schlösser (SPD)
- Adolf Schmelzkopf (HuG)
- Emil Schomburg (DDP) (eingetreten am 9. Februar 1928 für Heinrich Rönneburg, verstorben am 6. März 1928)
- Julius Schulz (SPD)
- Heinrich Siems (SPD)
- Hans Sievers (SPD)
- Gustav Steinbrecher (SPD)
- Heinrich Steinhoff (WV) (ab 1928)
- Otto Südekum (WV)

## T
- Otto Thielemann (SPD)
- Wilhelm Torns (DVP)
- Fritz Trute (SPD)

## W
- Heinrich Wachler (WV) (bis 1929)
- Heinrich Wassermann (SPD) (bis 1929)
- August Wesemeier (SPD)
- Heinrich Wessel (DVP)
- Ernst Winter (KPD)